# محمد بن مبارك الزعري
أبو عبد الله محمد بن مبارك الزعري التادلي صاحب زاوية تادلة التي فيها أشتهر وفيها عاش أبناؤه من بعده.

## قيل عنه
- أحمد بوكاري: ««هو الشيخ أبو عيد الله بن مبارك الزعري، دفين تستاوت بالقرب من تاغيا (لمولاي بوعزة حاليا) أسس زاويته خلال النصف الثاني من القرن 10هـ في وقت قريب من تأسيس زاوية "الدلاء" بإذن من الشيخ أبي عمرو القسطلي»».
- محمد بن الطيب القادري: ««أن الشيخ أبو عبد الله محمد بن مبارك الزعري دفين تاسوت، من مشاهير الأولياء وأكابر الأتقياء»».[1]
- أبو العباس ابن أبي محلي: ««وربما سمعت من بعض أقاربه أو أصحابه أنه شريف وما تلقيته منه ولا من أثق به ولابد، وإن كنت قد صرحت [...] أن سبب جريان الزعري على جدهم، أنه كان يحرث على جمل وفرس فزجر الجمل بلفط زع، والفرس بلفظ ري، فلفق من اللفظين زعري»».[2]

## مقالات ذات صلة
- مالك بن أنس
- أحمد زروق
- عبد الواحد الدكالي